# Soul Boy
Soul Boy è un film del 2010 diretto da Hawa Essuman, scritto dall'autore Billy Kahora e prodotto dal tedesco Tom Tykwer. Il film ha ricevuto 5 nomination nel 2011 agli African Movie Academy Awards.

## Sinossi
Il protagonista Abila, che vive con la famiglia a Nairobi,  scopre un giorno il padre in preda al delirio. Il padre gli confessa di aver venduto l'anima ad una strega molto potente. Deciso ad aiutare il padre, si reca assieme all'amica Shiku dalla donna, che lo informa che per salvare il genitore dovrà superare sette prove del destino. Inizia così il suo percorso avventuroso nei misteri della baraccopoli di Kibera.

## Riconoscimenti
- Dioraphte Audience Award, International Film Festival Rotterdam [2]
- Veto Award, Afrika-Filmfestival, Lovanio, Belgio
- Signis Award, Zanzibar International Film Festival, Zanzibar, Tanzania [3]
- Polish Filmmakers Association Award, Ale Kino!, Poznań, Polonia
- Best Short Film, Kalasha Awards, Nairobi, Kenya [4]
- Best Lead Actor: Samson Odhiambo, Kalasha Awards, Nairobi, Kenya [5]
- Best Scriptwriter: Billy Kahora, Kalasha Awards, Nairobi, Kenya [6]
- Best Actor: Samson Odhiambo, Kenya International Film Festival, Nairobi, Kenya [7]
- Best East African Film, Kenya International Film Festival, Nairobi, Kenya [8]
- Special Mention “Passeurs d'images” prize, FESTIVAL CINÉ JUNIOR (International Film Festival for Young people), Parigi, Francia
- The Young Jury Prize, FESTIVAL CINÉ JUNIOR (International Film Festival for Young people), Parigi, Francia
- Spiritual Film Festival Award, Parigi
- Best Children Film Award at the Film Festival Recklinghausen (Germany) 2011 [9]
- Best Editor: Ephantus Ng'ethe Gitungo, African Movie Academy Awards [10]

## Festivals

### Germania
2010: Berlin International Film Festival (Berlinale) 

### Internazionali
2010: Gothenburg Film Festival 
2010: International Film Festival Rotterdam 
2010: Afrika-Filmfestival 
2010 Edinburgh International Film Festival 
2010 Durban International Film Festival 
2010 Sydney Film Festival
2010 Cinemafrica Stockholm
2010 Nairobi, Kenya Premiere
2010 African Film Festival Tarifa
2010 Sydney Film Festival
2010 Khouribga Maroc
2010 Seoul Intl Youth Film Festival
2010 Montreal World Film Festival
2010 Cinemas D'Afrique
2010 Cambridge Film Festival
2010 Montreal Intl Black Film Festival
2010 Films From the South OSLO
2010 Hamptons Intl Film Festival
2010 Warsaw Film Festival
2010 Carlow African Film Festival
2010 Discovery Film Festival
2010 Chicago Intl Children's Film Festival
2010 Carthage Film Festival
2010 African Diaspora Film Festival NY
2010 Palm Springs Film Festival
2010 San Diego Black Film Festival
2010 Adelaide Film Festival
2010 FESPACO, Burkina Faso
2010 Birds Eye View FF
2010 FEBIOFEST
2010 Toronto IFF for children
2010 ReelWorld Film Festival
2010 Ecrans Noirs - Cameroun
2010 Rwanda Film Festival
2010 Zanzibar Film Festival, Tanzania  
2010 Zimbabwe International Film Festival
2010 Kenya International Film Festival
2010 Amakula Kampala International FilmFestival Uganda 
2010 Ethiopia Film Festival 
2010 Festival du film de Dakar, Senegal
2010 Quintessence, Benin